# Hans Philipp
Hans Fips Philipp (Meissen, Saxônia (Alemanha), 17 de Março de 1917 - Nordhorn na Holanda, 8 de Outubro de 1943) foi um piloto alemão durante a Segunda Guerra Mundial, tendo voado mais de 500 missões de combate, conseguindo assim a incrível marca de 206 aeronaves inimigas abatidas (177 soviéticos e 29 Aliadas, sendo destas 15 na Inglaterra), o que faz dele o 11º maior ás da História da aviação.
Se alistou na nova Luftwaffe em 1935 após esta ser formada, tendo realizado um treinamento para pilotos. Terminado este treinamento, o então Leutnant Philipp serviu na I/JG 76 no início do ano de 1939 como sendo piloto de caça. Esta unidade foi renomeada como II/JG 54 Grünherz.

## Segunda Guerra Mundial
Com o início da Segunda Guerra Mundial, Philipp entrou logo em combate e não demorou muito para conseguir a sua primeira vitória aérea, que veio no dia 5 do mesmo mês ao abater sobre a localidade de Radomsko um PZL-24 da Força Aérea polonesa, sendo assim condecorado com a Cruz de Cavaleiro da Cruz de Ferro de 2ª Classe. Esta também foi a terceira vitória confirmada alcançada pelo seu Gruppe.
O avanço alemão agora se dirigia para o Oeste onde Philipp lutou com distinção durante a primavera de 1940 durante a invasão dos Países Baixos, Bélgica e França, conseguindo durante estas campanhas abater diversas outras aeronaves.
Mais do que isso, Philipp deixava claro aos seus superiores não apenas suas qualidades como piloto de caça, mas também sua habilidade natural de liderança e organização - características essas que o tornaria um dos mais dinâmicos e enérgicos jovens oficiais da Luftwaffe.
Após o avanço alemão se dirigiu para uma possível Invasão da Inglaterra onde abateu muitos dos pilotos da RAF. Devido aos seus recentes resultados, Philipp foi nomeado como Staffelkapitän do 4./JG 54 em agosto de 1940, tendo nesta época apenas 23 anos de idade. O então Oberleutnant Philipp foi condecorado com a Cruz de Cavaleiro no dia 22 de outubro de 1940, após abater a sua 20ª aeronave inimiga.
O seu comportamento e a sua habilidade em combate fazem com que os seus antigos companheiros se lembrem muito bem dele, como é o caso do seu antigo Kommodore da JG 54, o Oberst Hannes Trautloft (1912-1995) que anos mais tarde deu o seguinte depoimentos sobrte o piloto:
"Hans Philipp era o tipo de piloto de caça instintivo. Sua característica mais real e profunda era a caça feita com astúcia, aquele desejo incontido de superar o pensamento e as habilidades de seu adversário. Por essa razão, ele gostava do combate de caça contra caça. Contra formações maciças de bombardeiros, ele disse que era como 'correr em direção uma porta de celeiro', onde ninguém precisava realmente saber voar. Seu conceito de voar era o dogfight, a dança única dos experts. Ele levou isso à risca e, por isso, foi extremamente bem sucedido tanto em Lille quanto em Riga."
A Iugoslávia era uma nação aliada do Terceiro Reich até que ocorreu um golpe de estado no dia 26 de março de 1941. Em resposta, Hitler iniciou uma invasão contra esta nação no dia 6 de Abril de 1941, tendo no dia seguinte a JG 54 chegado ao local onde combateu a Jugoslovensko Kraljevsko Ratno Vazduhoplovstvo (JKRV) - Força Aérea Real Iugoslava.
Numa destas ações em que Philipp estava presente, a JKRV que assim como os alemães também tinha a disposição os Bf-109E, atacou uma formação alemã contando com 26 Junkers Ju87 Stuka, que estavam escoltados por uma quantidade de caças duas vezes maior, conseguindo assim abater dois dos Bf 109 da JKRV.
Nesta época Hitler voltou as atenções para um outro inimigo, iniciando assim no dia 22 de junho de 1941 a Operação Barbarossa que ficou conhecida como sendo a maior força de ocupação da história. Os aviões da Luftwaffe passaram a enfrentar um inimigo mal equipado e muitas vezes enfrentavam pilotos com pouco treinamento de voo. Aproveitando a situação favorável, Hans Philipp conseguiu aumentar o seu números de vitórias rapidamente. Em reconhecimento ao seu 62º abate, Philipp foi condecorado com as Folhas de Carvalho no dia 24 de agosto de 1941, condecoração esta que Philipp recebeu das mãos de Hitler sendo o 33º soldado da Wehrmacht a receber esta condecoração.
Uma vitória que parecia fácil no início começou a ficar cada vez mais distante, mais e mais pilotos alemães era perdidos em combate. No dia 14 de fevereiro de 1942, o Hauptmann Hans Philipp foi nomeado Gruppenkommandeur do I/JG 54 após o desaparecimento em combate de seu antigo comandante, o Hauptmann Franz Eckerle.
O seu número de vitórias continuou crescendo e no dia 12 de março de 1942 foi chamado para comparecer ao quartel-general de Hitler após ter abatido a sua 80ª aeronave inimiga, sendo então condecorado com as Espadas da Cruz de Cavaleiro, sendo o oitavo soldado a receber esta condecoração (e foi o primeiro da Geschwader Grünherz). Pouco tempo depois, se tornou o quarto piloto a ultrapassar a marca das 100 vitórias aéreas no dia 31 de março de 1942.
A presença de Philipp na Frente Oriental durou até o mês de abril de 1943, quando então haviam se iniciado os ataques da 8ª Força Aérea americana já havia contra a Alemanha, onde utilizavam bombardeiros para destruir alvos estratégicos da Europa ocupada. Assim muitos pilotos foram retirados do fronte para auxiliar nesta nova campanha que ficou conhecida como a Defesa do Reich. O então Major Hans Philipp foi então designado Geschwaderkommodore da JG 1.
Philipp encontrou então uma nova forma de combate que não o agradava muito. Numa carta escrita ao seu ex-comandante o Oberst Hannes Trautloft, ele disse que por um lado era melhor lutar em bases na Holanda pois era mais confortável e havia garotas em número suficiente, mas era muito mais difícil lutar no ar pois os inimigos tinham uma considerável superioridade aerea e os Boeings eram bem armados. Disse ainda que era sempre um prazer lutar contra vinte caças soviéticos ou mesmo Spitfires, mesmo não sabendo se iria sobreviver ou não, mas mergulhar contra setenta Fortalezas Voadoras era o tipo de experiência que te fazia ver todos os pecados de toda a sua vida.

### Morte
Depois de terem passados quatro dias de ele ter escrito a sua carta, no dia 8 de outubro de 1943, a 8ª Força Aérea realizou um ataque com 156 bombardeiros onde tinham como objetivo atacar as cidades de Bremen e Vegesack. Além dos bombardeiros, foi enviado uma escoltada de mais de 250 P-47 Thunderbolts que vinham de seis diferentes grupos de caças. Muitas unidades da Luftwaffe foram utilizadas para realizar a interceptação destas aeronaves, estando entre estas a unidade sob comando de Philipp, a JG 1.
Alguns pilotos que também haviam participado deste combate disseram que ouviram o anúncio de uma vitória de Philipp sobre um P-47 do 56º Grupo de Caça. Logo em seguida pode ser ouvida a última transmissão dele pelo rádio onde disse "Reinhardt, ataque!". Este era o Feldwebel Reinhardt que neste dia foi o seu Rottenflieger, sendo ele também o último a ver o avião de seu Kommodore antes de desaparecer por entre as nuvens, pouco depois ele acabou colidindo com um avião inimigo e foi obrigado a fazer pouso de emergência.
Não se sabe ao certo que o abateu, mas se sabe que pode ter sido o ás norte-americano Robert Johnson (1920-1998, 28 vitórias confirmadas).
Os restos mortais de Hans Philipp foram encontrados próximos de Nordhorn na Holanda sendo após sepultados no cemitério de Trinitatisfriedhof, em Meissen (Alemanha).

## Condecorações
| Badge de Feridos im Schwarz            | |                       |
| Badge combinado de Piloto-Observador   | Cruz de Ferro de 2ª Classe                                                                              | 10 de Outubro de 1939 |
| Cruz de Ferro de 1ª Classe             | 31 de Maio de 1940                                                                                      |                       |
| Ehrenpokale                            | 28 de Setembro de 1940                                                                                  |                       |
| Cruz de Cavaleiro da Cruz de Ferro     | 22 de Outubro de 1940                                                                                   |                       |
| Folhas de Carvalho                     | 24 de Agosto de 1941 nº 33º                                                                             |                       |
| Espadas                                | 12 de Março de 1942 nº 8                                                                                |                       |
| Cruz Germânica em Ouro                 | 18 de Junho de 1942                                                                                     |                       |
| Mencionado 5 vezes na Wehrmachtbericht | 7 de Julho de 1941, 7 de Junho de 1942, 27 de Junho de 1942, 18 de Março de 1943, 12 de Outubro de 1943 |                       |